# Fotografía Kirlian

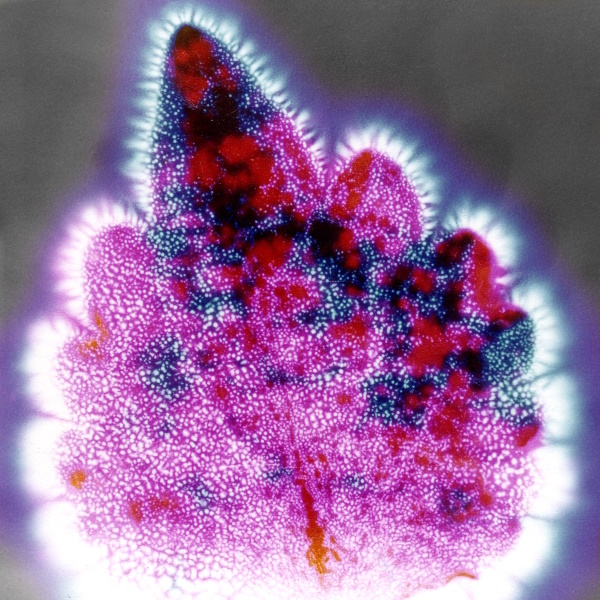
Fotografía Kirlian de una hoja de Coleus

La fotografía Kirlian, también llamada electrografía, electrofotografía, fotografía de descarga de corona (CDP), bioelectrografía, visualización de descarga de gas, imagen electrofotónica, y en la literatura rusa, kirlianografía. Consiste de una serie de técnicas fotográficas utilizadas para capturar las descargas eléctricas del fenómeno eléctrico llamado efecto corona. Lleva el nombre de Semyon Kirlian, quien, en 1939, descubrió accidentalmente que si un objeto en una placa fotográfica está conectado a una fuente de alto voltaje, se produce una imagen en la placa fotográfica.
La fotografía de Kirlian ha sido objeto de investigación científica, así como de investigación parapsicológica y forma de producción artística. Sobre la misma se han hecho afirmaciones paranormales, estas son rechazadas por la comunidad científica. La investigación relacionada con la medicina alternativa la ha usado en gran medida.

## Historia

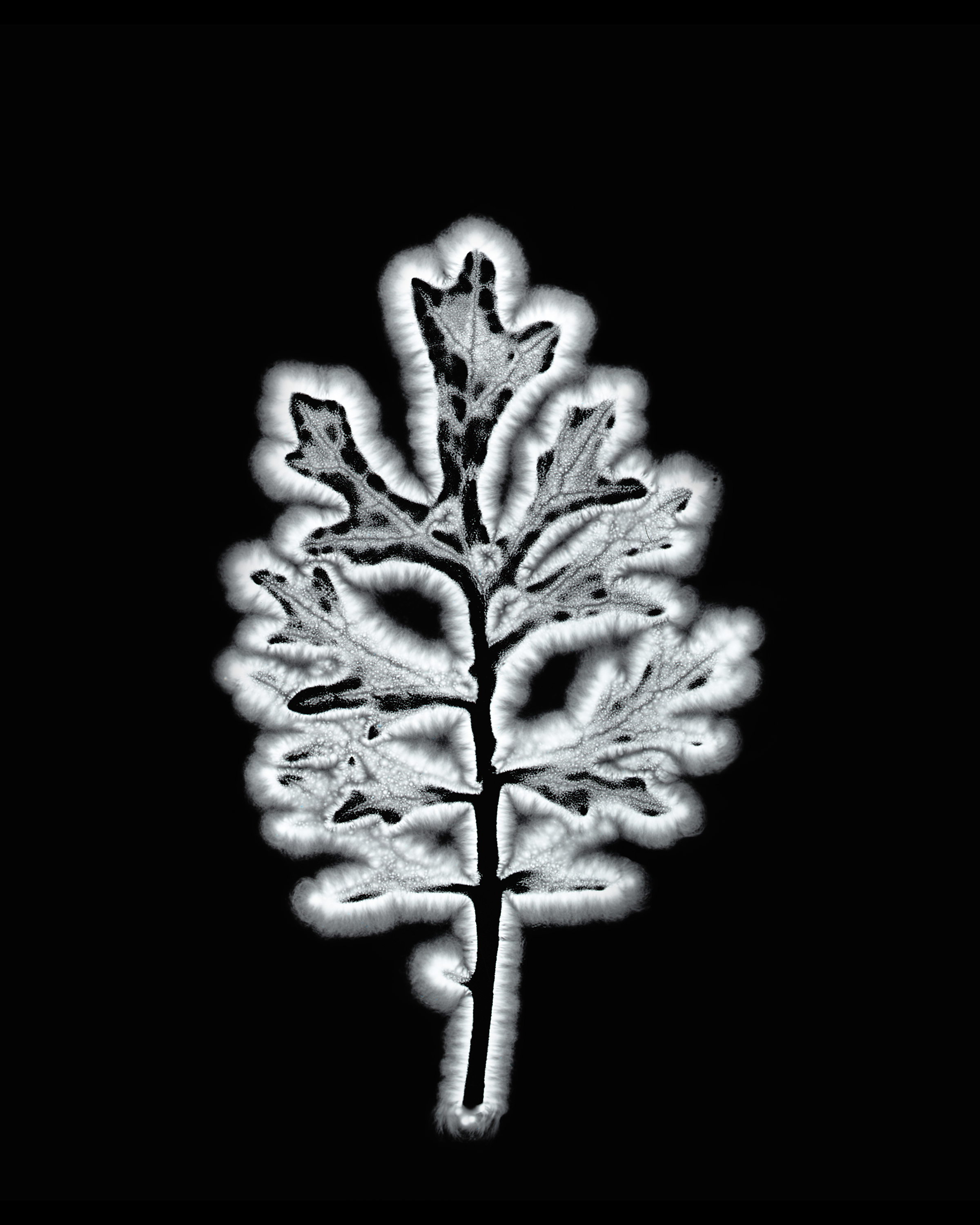
Fotografía Kirlian de una hoja polvorienta

En 1889, el checo B. Navratil acuñó la palabra "electrografía". Siete años después, en 1896, un experimentador francés, H. Baraduc, creó electrografías de manos y hojas.
En 1898, el ingeniero polaco-bielorruso Jakub Jodko-Narkiewicz   hizo una demostración de electrografía en la quinta exposición de la Sociedad Técnica Rusa.
En 1939, dos checos, S. Pratt y J. Schlemmer, publicaron fotografías que mostraban un resplandor alrededor de hojas vegetales. El mismo año, el ingeniero eléctrico ruso Semyon Kirlian y su esposa Valentina desarrollaron la fotografía Kirlian después de observar a un paciente en el Hospital Krasnodar que estaba recibiendo tratamiento médico con un generador eléctrico de alta frecuencia. Ellos notaron que cuando los electrodos se acercaban a la piel del paciente, había un brillo similar al del tubo de una lámpara de neón lo que los llevó a experimentar. Así los Kirlian llevaron a cabo experimentos en los que se colocaba una película fotográfica encima de una placa conductora y se sujetaba otra conductora a una mano, una hoja u otro material orgánico. Los conductores estaban energizados por una fuente de energía de alto voltaje y alta frecuencia, lo que producía imágenes fotográficas que generalmente mostraban una silueta del objeto rodeada por un aura de luz.
En 1958, los Kirlian informaron por primera vez de los resultados de sus experimentos. Su trabajo fue prácticamente desconocido hasta 1970, cuando dos estadounidenses, Lynn Schroeder y Sheila Ostrander, publicaron un libro llamado "Descubrimientos psíquicos detrás de la cortina de hierro". La electrofotografía de alto voltaje pronto se hizo conocida por el público en general como fotografía Kirlian. Aunque generó poco interés entre los científicos occidentales, los rusos celebraron una conferencia sobre el tema en 1972 en la Universidad Estatal de Kazakh.
La fotografía Kirlian fue utilizada en investigaciones en el antiguo Bloque del Este durante la década de 1970. Denominándose al resplandor de la descarga de corona en la superficie de un objeto sujeto a un campo eléctrico de alto voltaje como "aura de Kirlian" en Rusia y Europa del Este.
En 1975, el científico soviético Víctor Adamenko escribió una disertación titulada "Investigación de la estructura de las imágenes de descarga eléctrica de alta frecuencia (efecto Kirlian)". Y otro estudio científico de lo que los investigadores llamaron el "efecto Kirlian" fue realizado por Víctor Inyushin en la Universidad Estatal de Kazakh.
A principios de la década de 1970, Thelma Moss y Kendall Johnson del Centro de Ciencias de la Salud de la UCLA realizaron una extensa investigación sobre la fotografía Kirlian. Moss dirigía un laboratorio de parapsicología (independiente y sin apoyo oficial) que fue finalmente cerrado por la universidad en 1979.

## Descripción general
La fotografía Kirlian es una técnica para crear fotografías impresas por contacto usando alto voltaje. El proceso consiste en colocar una lámina de película fotográfica encima de una placa metálica de descarga. El objeto a fotografiar se coloca directamente encima de la película. La corriente de alto voltaje se aplica momentáneamente al objeto, creando así una exposición. La descarga de efecto corona entre el objeto y la placa debida al alto voltaje es capturada por la película. La película revelada da como resultado una fotografía Kirlian del objeto. Cuando se usa película fotográfica a color, las descargas de corona pueden interactuar con variaciones mínimas en las diferentes capas de tinte utilizadas en la película, lo que da como resultado una amplia variedad de colores según la intensidad local de la descarga lo cual se debe a que la película está calibrada para producir colores fieles cuando se expone a la luz normal, no con descargas eléctricas.  Las técnicas de imagen digital, así como las de película química, también pueden registrar la luz producida por los fotones emitidos durante la descarga de corona.
Las fotografías de objetos inanimados, como monedas, llaves y hojas, se pueden hacer de manera más eficaz conectando el objeto a tierra, como pro ejemplo, a una tubería de agua fría o al polo opuesto de la fuente de alto voltaje. Poner a tierra el objeto crea una descarga de corona más fuerte.
La fotografía Kirlian no requiere el uso de una cámara o una lente porque es un proceso de impresión por contacto. también es posible utilizar un electrodo transparente en lugar de la placa de descarga de alto voltaje, para capturar la descarga de corona resultante con una cámara fotográfica o de video estándar.
Artistas visuales como Robert Buelteman, Ted Hiebert, y Dick Lane han utilizado la fotografía Kirlian para producir imágenes artísticas con una variedad de temáticas.

## Investigación

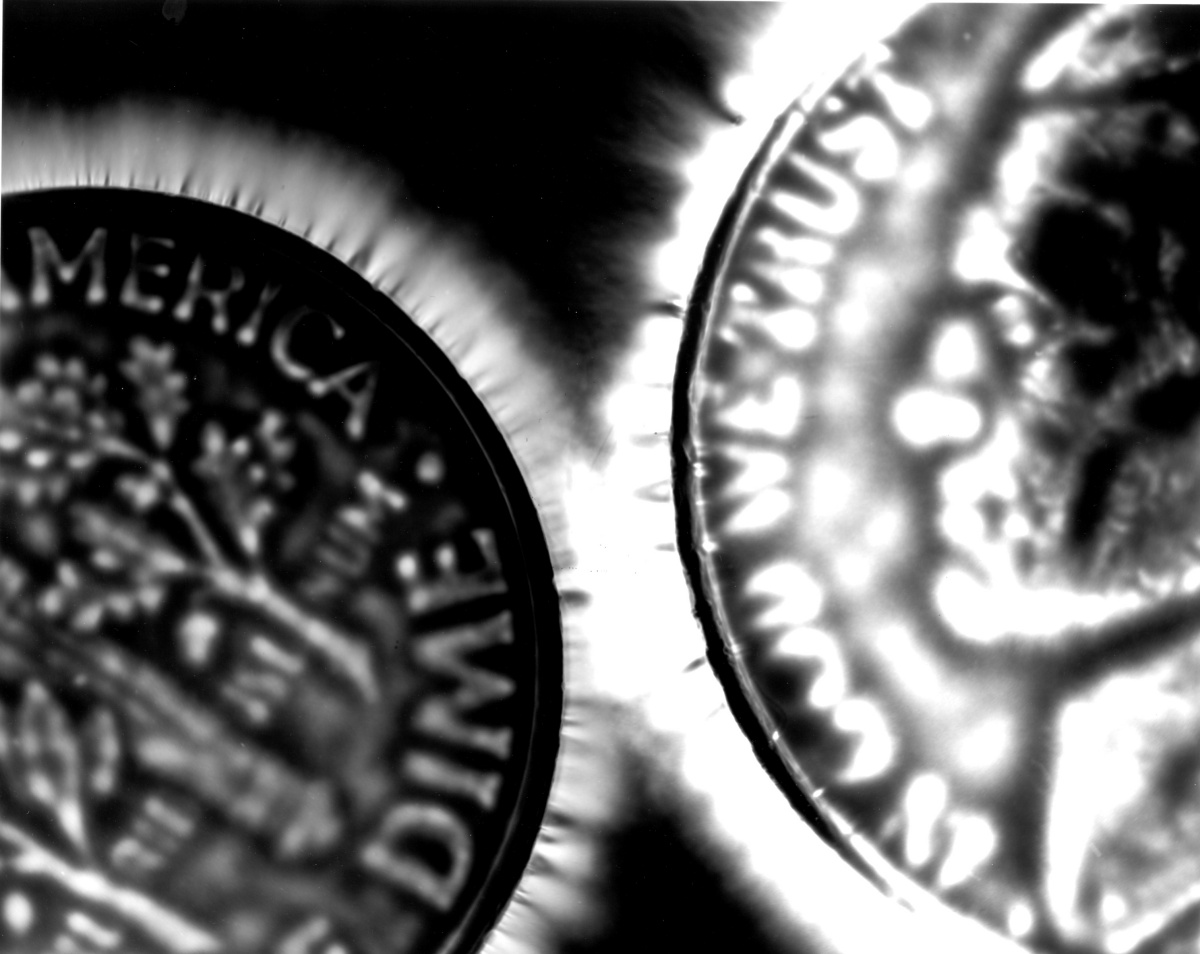
Fotografía Kirlian de dos monedas

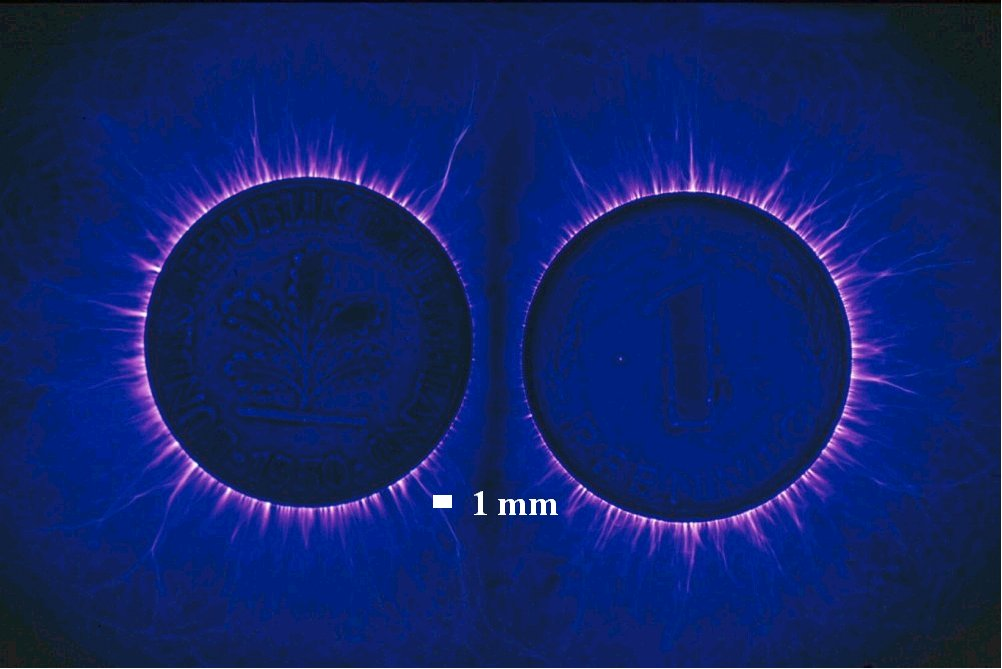
Fotografía Kirlian de dos monedas

La fotografía de Kirlian ha sido objeto de investigación científica, así como de investigación parapsicológica y afirmaciones pseudocientíficas.

### Investigación científica
Los resultados de experimentos científicos publicados en 1976 con fotografías Kirlian de tejido vivo (puntas de los dedos humanos) mostraron que la mayoría de las variaciones en la longitud, la densidad, la curvatura y el color de la columna de descarga de corona pueden explicarse por el coeficiente de humedad del tejido vivo. Tanto en la superficie como en su interior.
Konstantin Korotkov desarrolló una técnica similar a la fotografía Kirlian llamada "visualización de descarga de gas" (GDV). El sistema de cámara GDV de Korotkov consta de hardware y software para grabar, procesar e interpretar imágenes GDV directamente con una computadora. Korotkov promovió el dispositivo y la investigación mediante este en un contexto médico.
Izabela Ciesielska del Instituto de Arquitectura de Textiles en Polonia usó la cámara GDV de Korotkov para evaluar los efectos del contacto humano con varios textiles en factores biológicos como la frecuencia cardíaca y la presión arterial, así como imágenes de descarga de corona. Los experimentos capturaron imágenes de descarga de corona de las puntas de los dedos de los sujetos mientras los sujetos usaban mangas de varios materiales naturales y sintéticos en sus antebrazos. Los resultados no lograron establecer una relación entre el contacto humano con los textiles y las imágenes de descarga de corona y se consideraron no concluyentes.

### Investigación parapsicológica
En 1968, Thelma Moss, profesora de psicología, dirigió el Instituto Neuropsiquiátrico de UCLA (NPI), que más tarde pasó a llamarse "Instituto Semel". El NPI tenía un laboratorio dedicado a la investigación de parapsicología y su personal estaba compuesto principalmente por voluntarios. El laboratorio no estaba autorizado ni financiado por la UCLA, y finalmente cerrado por la universidad en 1979. Hacia el final de su mandato en UCLA, Moss se interesó en la fotografía Kirlian, una técnica que supuestamente medía las "auras" de un ser vivo. Según Kerry Gaynor, una de sus ex asistentes de investigación, "muchos sintieron que los efectos de la fotografía Kirlian eran simplemente una ocurrencia natural".

#### Experimento de la hoja rota
Una demostración típica utilizada como evidencia de la existencia de estos campos de energía implica tomar fotografías Kirlian de una hoja cortada a intervalos establecidos. Se pensaba que el marchitamiento gradual de la hoja se correspondía con una disminución en la fuerza del aura. En algunos experimentos, si se arranca una sección de una hoja después de la primera fotografía, a veces queda una imagen tenue de la sección que falta cuando se toma una segunda fotografía. Sin embargo, si la superficie de la imagen se limpia correctamente de contaminantes y humedad residual antes de tomar la segunda imagen, no aparecerá ninguna imagen de la sección faltante.
La teoría del aura de lo seres vivos es rechazada, al menos parcialmente, al demostrar que el contenido de humedad de las hojas tiene un efecto pronunciado en las coronas de descarga eléctrica: más humedad crea descargas de corona más grandes. A medida que la hoja se deshidrata, las coronas disminuirán naturalmente en variabilidad e intensidad. Como resultado, el cambio en el contenido de agua de la hoja puede afectar la llamada "aura de Kirlian". Los experimentos de Kirlian no proporcionaron evidencia de un campo de energía distinto de los campos eléctricos producidos por procesos químicos y el proceso de flujo de descargas coronales.
Las descargas coronales identificadas como "auras de Kirlian" son el resultado de procesos de ionización eléctrica estocástica y se ven afectadas por muchos factores, incluidos el voltaje y la frecuencia del estímulo, la presión con la que una persona u objeto toca la superficie de la imagen, la humedad local alrededor del objeto de la imagen, qué tan bien conectado a tierra está la persona u objeto y otros factores locales que afectan la conductividad de la persona u objeto de la imagen. Los aceites, el sudor, las bacterias y otros contaminantes ionizantes que se encuentran en los tejidos vivos también pueden afectar las imágenes resultantes.

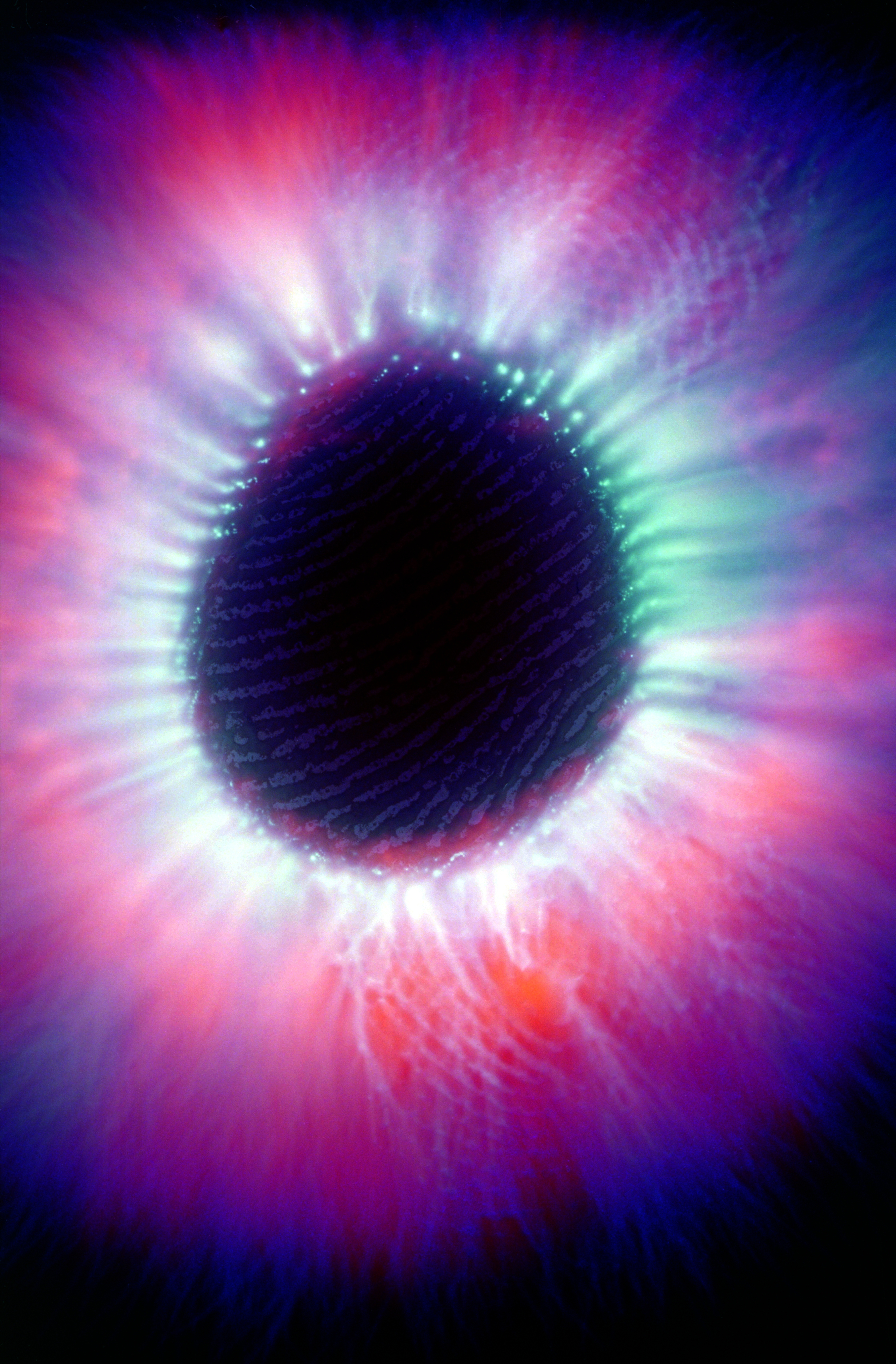
Fotografía Kirlian de la yema de un dedo, 1989

#### Qi
Científicos como Beverly Rubik han explorado la idea de un biocampo humano utilizando la investigación fotográfica de Kirlian, intentando explicar la disciplina china de Qigong, la cual enseña que hay una energía vitalista llamada qi (o chi) que impregna todos los seres vivos. Los experimentos de Rubik se basaron en el dispositivo GDV de Konstantin Korotkov para producir imágenes, que se pensaba permitían visualizar estos biocampos de qi en pacientes con enfermedades crónicas. Rubik reconoce que el reducido tamaño de la muestra en sus experimentos "era demasiado pequeño para permitir un análisis estadístico significativo".
Los escépticos critican las afirmaciones de que estas energías pueden ser capturadas por un equipo fotográfico especial dado que hay explicaciones "mundanas" para el fenómeno.

## Afirmaciones paranormales
Kirlian creía que las imágenes creadas por la fotografía de Kirlian podrían representar un campo de energía conjetural, o aura, que algunos pensaban que rodeaba a los seres vivos. Kirlian y su esposa estaban convencidos de que sus imágenes mostraban una fuerza vital o campo de energía que reflejaba los estados físicos y emocionales de sus sujetos vivos. Pensaban que estas imágenes podrían usarse para diagnosticar enfermedades. En 1961, publicaron su primer artículo sobre el tema en el Russian Journal of Scientific and Applied Photography. Las afirmaciones de Kirlian fueron acogidas por los profesionales de los tratamientos energéticos.
Sin embargo, estas y otras afirmaciones paranormales relacionadas con la fotografía Kirlian no han podido ser observadas ni replicadas en experimentos realizados por la comunidad científica.
El fisiólogo Gordon Stein ha escrito que la fotografía Kirlian es un engaño que "no tiene nada que ver con la salud, la vitalidad o el estado de ánimo del sujeto fotografiado".

## En la cultura popular
La fotografía de Kirlian ha aparecido como un elemento de ficción en numerosos libros, películas, series de televisión y producciones de medios, incluida la película de 1975 "The Kirlian Force", relanzada posteriormente bajo el título más sensacional "Psychic Killer" (Asesino psíquico). Las fotografías de Kirlian se han utilizado como componentes visuales en varios medios, como la portada del álbum Living in the Material World de George Harrison de 1973, que presenta fotografías de Kirlian de su mano sosteniendo un medallón hindú en la portada y monedas estadounidenses en la parte posterior. Las cuales fueron tomadas en el laboratorio de parapsicología de la UCLA de Thelma Moss.